# مسابقات جهانی ژیمناستیک ریتمیک ۱۹۶۷

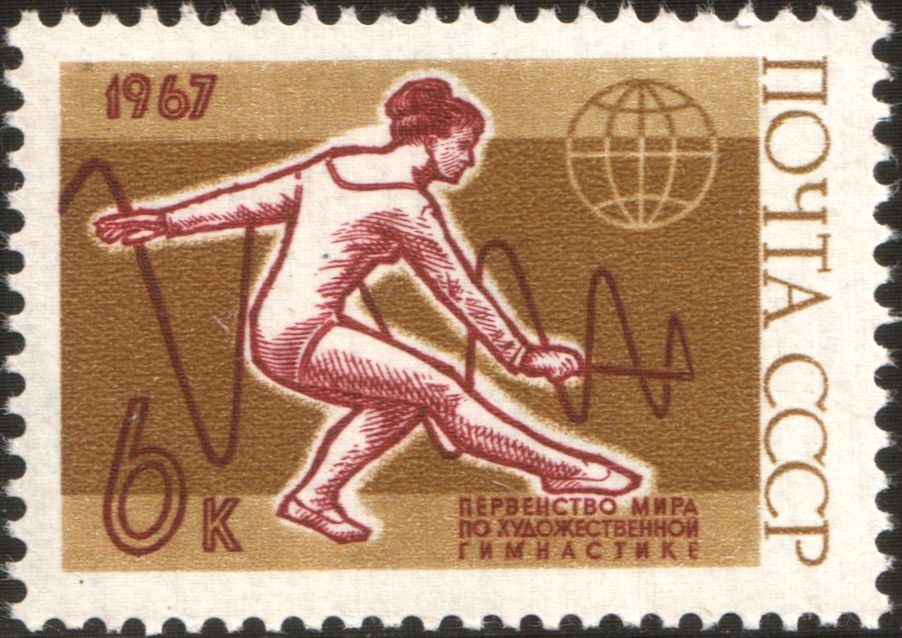
تمبر اتحاد جماهیر شوروی با تصویر مسابقات قهرمانی جهانی ژیمناستیک ریتمیک سال ۱۹۶۷.

مسابقات جهانی ژیمناستیک ریتمیک ۱۹۶۷ سومین دوره مسابقات جهانی ژیمناستیک ریتمیک است که در کپنهاگ، دانمارک از ۱۸ تا ۱۹ دسامبر ۱۹۶۷ میلادی برگزار شده‌است.

## کشورهای شرکت کننده
۳۹ ورزشکار از ۱۴ کشور - اتحاد جماهیر شوروی سوسیالیستی, چکسلواکی, بلغارستان, یوگسلاوی, جمهوری دمکراتیک آلمان, آلمان, مجارستان, لهستان, دانمارک, کوبا, بلژیک, ونزوئلا, برزیل و فرانسه.

## جدول مدال‌ها
| رتبه | کشورها     | طلا | نقره | برنز | مجموع |
| ۱    | شوروی      | ۳   | ۴    | ۱    | ۸     |
| ۲    | بلغارستان  | ۱   | ۰    | ۳    | ۴     |
| ۳    | چکسلواکی   | ۱   | ۱    | ۰    | ۲     |
| ۴    | آلمان شرقی | ۰   | ۱    | ۱    | ۲     |